# Battaglia di Siracusa (1710)
La battaglia di Siracusa è stata una battaglia navale combattuta nell'ambito della guerra di successione spagnola il 9 novembre 1710.

## La battaglia
Una flotta francese composta da cinque navi (Le Parfait, Le Toulouse, Le Sérieux, La Sirène e Le Phoenix) poste sotto il comando di Jacques Cassard arrivò nel porto siciliano di Siracusa per soccorrere una flotta di navi mercantili francesi che erano state bloccate dalla marina britannica.
Cassard arrivò a Siracusa in un momento particolarmente favorevole in quanto la maggior parte delle navi britanniche erano andate a rifornirsi a Mahón, sull'isola di Minorca. Cassard dunque non ebbe difficoltà a catturare le due navi britanniche rimaste (la HMS Falcon e la HMS Pembroke) e a scortare le navi mercantili francesi fino a Marsiglia.